# آکساآغاچ، صائم‌بیلی
آکساآغاچ (به لاتین: Aksaağaç) یک منطقهٔ مسکونی در ترکیه است که در استان آدانا واقع شده‌است.